# Amandine Pavet
Amandine Pavet (La Louvière, 16 december 1988) is een Belgisch marxistisch politica voor de PVDA-PTB.

## Levensloop
Pavet volgde kunstonderwijs in La Louvière en studeerde in 2010 af in de grafische kunsten aan de kunsthogeschool ESA Saint-Luc in Brussel. Ze werd beroepshalve grafisch ontwerpster.
In haar studententijd nam ze deel aan vele manifestaties. Op die manier kwam ze in aanraking met militanten van de PVDA en uiteindelijk besloot ze zich ook te engageren voor de radicaal-linkse partij. Pavet werd verantwoordelijke binnen RedFox, de jongerenbeweging van PVDA, en zette zich er in in de strijd tegen racisme, seksisme en financiële en sociale onrechtvaardigheid en voor het klimaat.  
In mei 2019 werd Pavet voor het arrondissement Charleroi-Thuin verkozen in het Waals Parlement en het Parlement van de Franse Gemeenschap. Ze werd voornamelijk in dit laatste parlement actief, als lid van de commissie Cultuur, Kind, Gezondheid, Media en Vrouwenrechten. Als parlementslid ging ze zich toeleggen op klimaatdossiers, steunmaatregelen voor de cultuursector tijdens de coronacrisis, seksueel geweld op universiteiten en de hervorming van het hoger onderwijs.
Bij de Waalse verkiezingen van juni 2024 werd Amandine Pavet herkozen, zij het deze keer in het arrondissement Zinnik-La Louvière. In 2024 volgde ze Alice Bernard op als PVDA-fractieleider in het Parlement van de Franse Gemeenschap.